# سیاه‌پوستان باهاما
باهامایی‌های آفریقایی‌تبار (سیاه پوستان باهاما)، (به انگلیسی: Afro-Bahamians) قومیتی هستند که منشأ آن در باهاما با تبار عمدتاً یا جزئی بومی آفریقایی است. آنها نوادگان گروه‌های قومی مختلف آفریقایی هستند که بسیاری از آنها اجدادشان از خلیج بیافرا، پادشاهی غنا، امپراتوری سنغای و امپراتوری مالی، مردمان فولانی، و پادشاهی کنگو مرتبط بوده است. بر اساس سرشماری سال ۲۰۱۰، ۹۲٫۷ درصد از جمعیت باهاما دارای‌تبار مختلط آفریقایی هستند.

## ریشه‌ها
بیشتر آفریقایی‌هایی که به باهاما آورده شدند، اهل غرب آفریقا بودند. برده‌ها از آفریقای مرکزی غربی (۳٬۹۶۷ نفر آفریقایی)، خلیج بیافرا (۱٬۷۵۱ نفر آفریقایی)، سیرالئون (۱٬۱۸۷ نفر آفریقایی)، خلیج بنین (۱٬۰۴۴ نفر آفریقایی)، ساحل بادگیر (۱٬۰۳۰ نفر آفریقایی)، سنگامبیا (۸۰۶ نفر آفریقایی) و سواحل طلا (۴۸۴ نفر آفریقایی) آورده شدند.